# 예비
예비(豫備)란 특정범죄를 실현할 목적으로 행하여지는 외부적 준비행위로서 아직 실행의 착수에 이르지 아니한 일체의 행위를 말한다. 이러한 예비행위를 내용을 하는 범죄를 예비죄라고 한다.

## 판례
- 『폭력행위 등 처벌에 관한 법률』 제7조는 “정당한 이유 없이 이 법에 규정된 범죄에 공용될 우려가 있는 흉기나 그 밖의 위험한 물건을 휴대하거나 제공 또는 알선 한 사람은 3년 이하의 징역 또는 300만 원 이하의 벌금에 처한다.”라고 정하고 있는데, 이러한 폭력행위처벌법 위반(우범자)죄는 대상범죄인 ‘이 법에 규정된 범죄’의 예비죄로서의 성격을 지니고 있다.[1]
- 정범이 실행의 착수에 이르지 아니한 예비의 단계에 그친 경우에는 이에 가공하는 행위가 예비의 공동정범이 되는 경우를 제외하고는 예비죄의 방조범으로 처벌할 수 없다.[2]
- 강도예비․음모죄가 성립하기 위해서는 예비․음모 행위자에게 미필적으로라도 ‘강도’를 할 목적이 있음이 인정되어야 하고, 그에 이르지 않고 단순히 ‘준강도’할 목적이 있음에 그치는 경우에는 강도예비․음모죄로 처벌할 수 없다.[3]
- 피고인이 본범이 절취한 차량이라는 정을 알면서도 본범 등으로부터 그들이 위 차량을 이용하여 강도를 하려 함에 있어 차량을 운전해 달라는 부탁을 받고 위 차량을 운전해 준 경우 피고인은 강도예비와 아울러 장물운반의 고의를 가지고 위와 같은 행위를 하였다고 봄이 상당하다[4]
- 피고인이 행사할 목적으로 미리 준비한 물건들과 옵세트인쇄기를 사용하여 한국은행권 100원권을 사진찍어 그 필름 원판 7매와 이를 확대하여 현상한 인화지 7매를 만들었음에 그쳤다면 아직 통화위조의 착수에는 이르지 아니하였고 그 준비단계에 불과하다[5]
- 실행의 착수가 있기 전인 예비행위를 중지한 경우에는 중지미수를 적용할 수 없다[6].
- 예비죄의 공동정범은 성립하나, 예비죄의 종범은 성립하지 않는다[7].
- 강도예비 음모죄가 성립하기 위해서는 예비, 음모 행위자에게 미필적으로라도 '강도'를 할 목적이 있음이 인정되어야 하고 그에 이르지 않고 단순히 '준강도' 할 목적이 있음에 그치는 경우에는 강도예비, 음모죄로 처벌할 수 없다[8].
- 예비음모의 행위를 처벌하는 경우에 있어서 중지범의 관념을 인정할 수 없다.[9]

### 통화위조예비죄
- 甲이 행사할 목적으로 미리 준비한 물건들과 옵세트인쇄기를 사용하여 한국은행권 100원권을 사진찍어 그 필름 원판 7매와 이를 확대하여 현상한 인화지 7매를 만들었다면 통화위조의 착수에 이른 것이 아니다.[10]
- 살인예비죄가 성립하기 위해서는 살인죄를 범할 목적 외에 살인의 준비에 관한 고의가 있어야 하고, 실행의 착수에 이르지 아니하는 살인죄 실현을 위한 준비행위가 있어야 하는데, 여기서의 준비행위는 단순한 범행의 의사 또는 계획만으로는 그것이 있다고 할 수 없고, 객관적으로 보아서 살인죄의 실현에 실질적으로 기여할 수 있는 외적 행위를 필요로 한다[11]
- 절도를 준비하면서 뜻하지 않게 절도 범행이 발각될 경우에 대비하여 체포를 면탈할 목적으로 칼을 휴대하고 있었더라도 강도예비죄가 성립하지 않는다.[12]

## 구별개념
- 미수와 구별
- 음모와 구별